# Johannes Volkmann (Mediziner)
Johannes Allwill Max Volkmann (* 26. September 1889 in Waldheim; † 14. Oktober 1982 in Hannover) war ein deutscher Chirurg und Hochschullehrer.

## Leben
Volkmann besuchte in Zwickau die Schule und studierte Medizin an der Friedrich-Alexander-Universität Erlangen-Nürnberg, Grenoble, Kiel und Leipzig. Er wurde Mitglied des Erlanger VDSt im Verband der Vereine Deutscher Studenten. Mit einer Doktorarbeit bei Erwin Payr wurde er 1916 in Leipzig zum Dr. med. promoviert. Von 1914 bis 1918 war er Sanitätsoffizier. Für seinen Einsatz erhielt er das Eiserne Kreuz II. und I. Klasse. 1918/19 war er in der Braunschweiger Pathologie tätig. Danach wechselte er an die Chirurgische Universitätsklinik in Halle (Saale). Dort habilitierte er sich 1923 bei Friedrich Voelcker über die Chirurgie der Milz. Um 1924 entwickelte er die intravenöse Kontrastmittel und die Urographie in Europa. Zeitgleich arbeitete Earl D. Osborne in Nordamerika an ähnlichen Verfahren. Diese Entwicklung brachte ihm 1955 die Aufnahme in die Deutsche Akademie der Naturforscher Leopoldina ein.
1928 wurde Volkmann zum außerordentlichen Professor ernannt. Nachdem er 1931–1933 Chefarzt am Evangelischen Krankenhaus Johannisstift Münster gewesen war, übernahm er die Leitung des Krankenhauses Bergmannstrost in Halle. In der Weimarer Republik trat Volkmann in die Deutschnationale Volkspartei ein. 1922 wurde er Mitglied im Stahlhelm, Bund der Frontsoldaten. 1933 trat er zur Sturmabteilung über, 1937 trat er der NSDAP bei (Mitgliedsnummer 4.040.558). 1941 wurde Volkmann als Stabsarzt zum Heer (Wehrmacht) eingezogen. Für diesen Einsatz erhielt er die Medaille Winterschlacht im Osten 1941/42 und das Kriegsverdienstkreuz (1939) 2. Klasse. 1943 zum Oberstabsarzt befördert, leitete er das Reservelazarett in Lemberg. Nach Kriegsende in Halle entlassen, arbeitete er als Chefarzt im Kreiskrankenhaus in Schkeuditz. 1952 wurde Volkmann auf den chirurgischen Lehrstuhl der Ernst-Moritz-Arndt-Universität Greifswald berufen. Nach der Emeritierung zog er 1956 nach Hannover, wo er noch mehrfach als Chefarztvertreter tätig war. Er starb mit 93 Jahren.